# Псирі

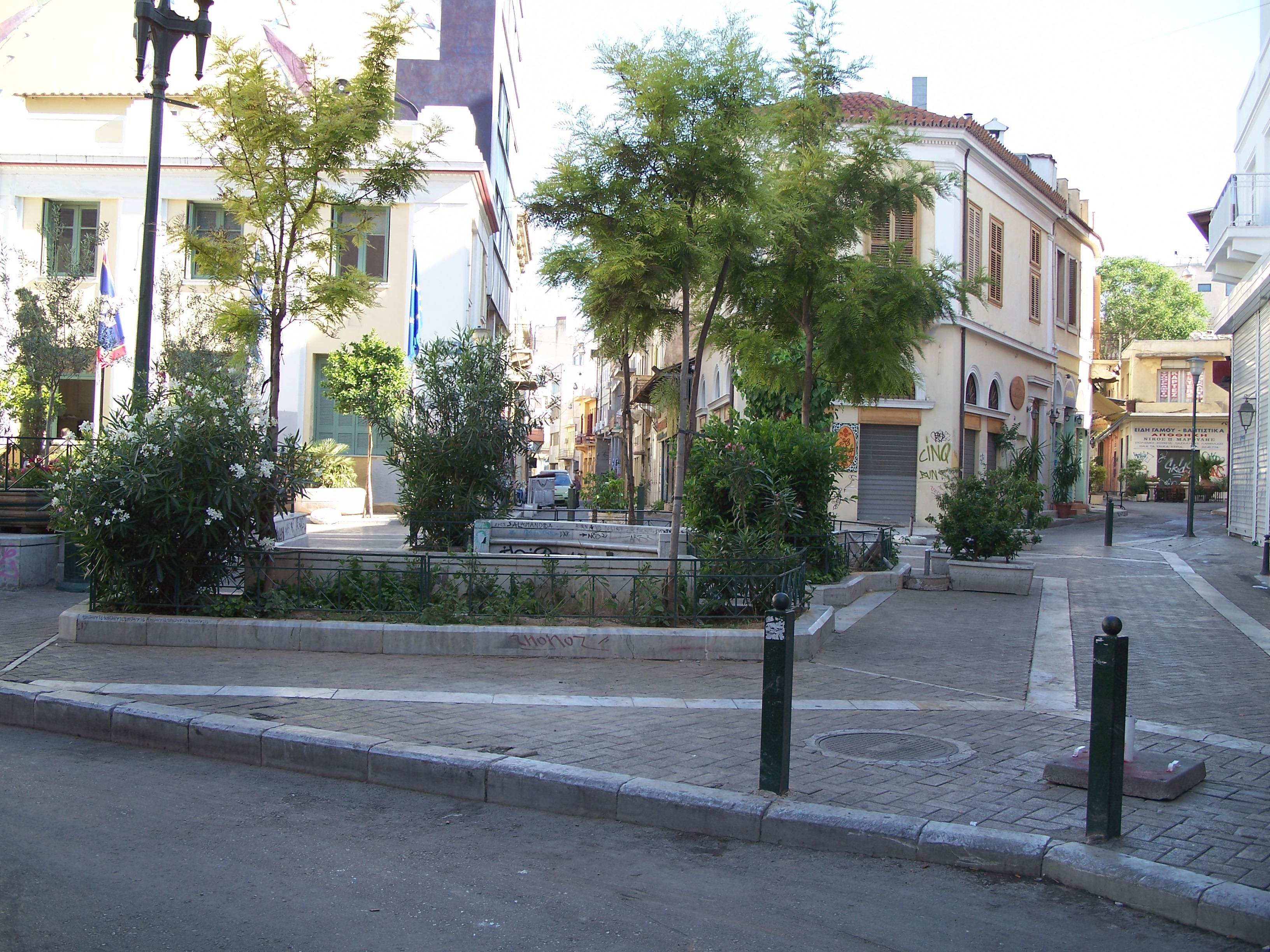
Площа Героїв, Псирі

Псирі (грец. Ψυρή) — один з давніх історичних районів Афін, розташований в центрі міста. Район розташований між вулицями Евріпіда, Гераніу, Софокла, Афіни, Ерму та перетином вулиця Пірея і Айос-Асоматон.
Нині район відомий комфортабельними готелями, дорогими ресторанами. Найбільш відома площа Героїв (грец. πλατεία Ηρώων)

## Історія
Етимологія назви району досі залишається дискусійним питанням. Припискають, що слово грец. Ψυρή(ς) може походити від грец. Ψαριανός, а останнє — в свою чергу від назви острова Псара в архіпелагу Східних Спорад.
Район Псирі вперше згадується в 1678 році у подорожніх записках Жокаба Спона та його друга Джорджа Веллера « A Journey into Greece in the Company of Dr. Spon of Lyons» Мандрівники називають Псирі одним з 8 афінських районів.
В добу національно-визвольної війни лорд Байрон зупинявся в будинку британського посла Теодороса Макріса. Серед інших відомих мешканців Псирі грецький археолог Кіріакос Піттакіс, Іоанніс Каратзас та Александрос Пападіамантіс.